# Michael Bird
Michael J. Bird (Londen, 31 oktober 1928 — Great Shelford, Cambridgeshire, 11 mei 2001) was een Britse auteur.
Bird schreef enkele romans, waaronder The Town That Died: a chronicle of the Halifax disaster (Souvenir Press of London 1962). Hij is echter het bekendst door de tv-series die hij in opdracht van de BBC schreef. Dit zijn The Lotus Eaters en Wie betaalt de veerman? die zich afspeelden op Kreta, The Aphrodite Inheritance gesitueerd op  Cyprus en The Dark Side of the Sun die plaatsvindt op Rodos. Al deze series spelen rond de Middellandse Zee. De laatste serie, Maelstrom, speelt in Noorwegen.
Bird was mede-auteur van de tv-series Danger Man, Special Branch, Quiller, The Onedin Line, Arthur of the Britons, Secret Army en Warship.